# Harcourt Wason
Harcourt Wason, född 14 april 1956, är en friidrottare från Barbados. Han deltog vid olympiska sommarspelen 1976.